# Ногтечистка

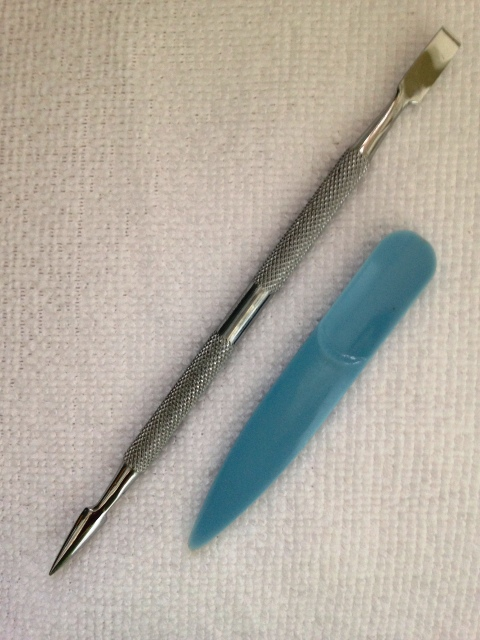
Металлическая и пластиковая ногтечистки

Ногтечи́стка — маникюрная принадлежность для очистки ногтей. Представляет собой пластинку или цилиндр с двумя фигурными концами: острый конец в форме стрелки с равномерно заточенными сторонами предназначен для чистки ногтей, тупой конец в вогнутой закруглённой форме ланцетника — для оттягивания кожных и ногтевых заусенцев. Ногтечистки выпускаются из металла, пластика и кости, имеют длину от 5,5 до 10 см. В СССР ногтечистки выпускались также из оргстекла. Металлические ногтечистки часто имеют посредине круговую мелкую насечку для подпиливания ногтей.
В СССР ногтечистки также выпускались в виде комбинированного набора из трёх отдельных предметов, убирающихся в ручку наподобие складного ножа. В такой набор входили заострённая ногтечистка, лопаточка для кутикулы и маникюрная пилка. Заострённая ногтечистка встречалась и среди инструментов в составе складного ножа. Она упоминается в рассказах Н. А. Тэффи «Путешественник» и В. Е. Жаботинского «Завоеватель».